# Diamante D'Oeste
Diamante D'Oeste là một đô thị thuộc bang Paraná, Brasil. Đô thị này có diện tích 309,109 km², dân số năm 2007 là 5110 người, mật độ 5,3 người/km².